# وانغ كونغ
وانغ كونغ (بالصينية: 王聪؛ مواليد 15 مايو 1992) هي مُقاتلة فنون قتالية مختلطة ومُلاكمة كيك بوكسر ساندا صينية. كانت بطلة الوزن الخفيف للسيدات في بطولة قتال كونلون وكذلك الفائزة ببطولة أسطورة مولان في بطولة كونلون فايت 2018.
فيما يتعلق بمؤهلاتها كهاوية، فازت بميدالية ذهبية في الساندا في بطولة العالم للووشو 2013 وميدالية ذهبية أخرى في دورة الألعاب الآسيوية 2014. كما فازت بالميدالية الفضية في الملاكمة للهواة في بطولة العالم 2019.

## مسيرتها في الكيك بوكسينغ
كونغ هي بطلة العالم في الساندا وحققت انتصارًا في الكيك بوكسينغ عام 2015 ضد بطلة الوزن الخفيف السابقة في يو إف سي للسيدات فالنتينا شيفتشينكو.

## مسيرتها في فنون القتال المختلطة
بعد فوزها بأول ثلاث نزالات في فنون القتال المختلطة، واجهت كونغ أكبر تحدٍ لها ذلك الوقت، حيث واجهت المخضرمة في يو إف سي وو يانان في 20 يناير 2024 في قتال كونلون 95، وفازت بالنزال بقرار الحكام بالإجماع.
واجهت كونغ باولا لونا في 18 مايو 2024 في الطريق إلى يو إف سي الموسم 3: الحلقة 2، حيث أخضعتها في الجولة الأولى وفازت بعقد في يو إف سي.

### يو إف سي
واجهت كونغ فيكتوريا ليوناردو في 24 أغسطس 2024 في حدث يو إف سي على إي إس بي إن 62. وفازت بالقتال عن طريق الضربة القاضية في الجولة الأولى.

## البطولات والإنجازات

### كيك بوكسينغ
- قتال كونلون
  - بطلة بطولة قتال كونلون فايت 2018 للسيدات[9]
  - بطولة قتال كونلون للسيدات للوزن الخفيف

### فنون القتال المختلطة
- يو إف سي
  - ثاني أسرع ضربة قاضية وإنهاء في تاريخ فئة وزن الذبابة للسيدات في يو إف سي (1:02 ضد فيكتوريا ليوناردو)[10]

## سجل فنون القتال المختلطة
| السجل المهني |       |         |
| 6 نزال       | 6 فوز | 0 خسارة |
| ضربة قاضية   | 2     | 0       |
| إخضاع        | 2     | 0       |
| قرار القضاة  | 2     | 0       |

| النتيجة | السجل | الخصم             | الطريقة                               | الحدث                                        | التاريخ         | الجولة | الوقت | المكان                              | الملاحظات                       |
| ------- | ----- | ----------------- | ------------------------------------- | -------------------------------------------- | --------------- | ------ | ----- | ----------------------------------- | ------------------------------- |
| فاز     | 6–0   | فيكتوريا ليوناردو | ضربة قاضية (باللكمات)                 | يو إف سي على إي إس بي إن: كانونير ضد بورالهو | 2024 August 24  | 1      | 1:02  | لاس فيغاس، نيفادا، الولايات المتحدة |                                 |
| فاز     | 5–0   | باولا لونا        | إخضاع (خنق المقصلة)                   | الطريق إلى يو إف سي الموسم 3: الحلقة 2       | 2024 May 18     | 1      | 3:04  | شانغهاي، الصين                      |                                 |
| فاز     | 4–0   | وو يانان          | قرار الحكام (بالإجماع)                | قتال كونلون 95                               | 2024 January 20 | 3      | 5:00  | بانكوك، تايلاند                     |                                 |
| فاز     | 3–0   | أمينة هدية        | قرار الحكام (بالإجماع)                | محاربو الإمارات 45                           | 2023 October 17 | 3      | 5:00  | أبو ظبي، الإمارات العربية المتحدة   | أول ظهور في وزن الذبابة.        |
| فاز     | 2–0   | تاي موراياما      | ضربة فنية قاضية (ركلة الرأس واللكمات) | دراغون اف سي 7                               | 2023 July 22    | 1      | 1:53  | داي، الصين                          | نزال في وزن غير محدد (128 رطل). |
| فاز     | 1–0   | جيه أي هونغفنغ    | إخضاع (خنق خلفي عاري)                 | هويا إف سي 6                                 | 2022 July 9     | 2      | غ/م   | تشنغتشو، الصين                      | نزال في وزن غير محدد (132 رطل). |

## وصلات خارجية
- وانغ كونغ على موقع بوكس ريك (الإنجليزية) (registration required)
- وانغ كونغ على موقع يو إف سي (الإنجليزية)
- وانغ كونغ على موقع شيردوغ (الإنجليزية)
- وانغ كونغ على موقع Tapology.com (الإنجليزية)
- وانغ كونغ على موقع اللجنة الأولمبية الصينية (الإنجليزية)